# Любовь в стране берёз
«Любовь в стране берёз» (вьет. Tình khúc bạch dương, англ. Love ballad for birches) — вьетнамский телевизионный сериал 2018 года, режиссёров Ву Чыонг Хоа, Нгён Май Хён и Нгён Дык Хёу.

## Сюжет
Действие сериала разворачивается в 1980-е годы. Молодые 4 пары Куанг и Ван, Куен и Хунг приезжают из Вьетнама на учебу в Советскую Россию — «страну берёз», и влюбляются друг в друга (Куанг в Куен, а Хунг в Ван). Через 30 лет, в 2017—2018 гг. влюбленные снова встречаются, но у каждого уже есть свои дети. Не подозревая, что их родители встречались в молодости, Зю Ань (дочь Ван и Хунга) и Линь (сын Куанга и Куен) влюбляются в друг друга.

## Производство
Сюжет фильма основан на романе Любовная баллада для лаванды (Tình khúc lavanda) от ФБКН Группа. Съёмки проходили в городах Краснодар — КубГАУ, Тула, Клин, Санкт-Петербург, Москва, Париж, Ханой, Хайзыонг, Сайгон и Нячанг в течение 3 месяцев 2017 года.

### Съёмочная группа
- Менеджер продукта: Нгён Лан Фюнг, Нгён Хоанг Зюнг
- Советники: Нгён Хай Хынг, Ву Мань Кюнг, Фан Вёт Хунг
- Директор по производству: Нгьем Ба Хоай
- Создатели искусства: Данг Чонг Туан, Май Ван Ха
- Звук: Доан Динь Чунг, Нгён Нгок Бао
- Вокалист: Тунг Зюнг (тема Навсегда только мечтать[5])

### Саундтрек
- Два берега
- Песня о тревожной молодости
- Подмосковные вечера
- Ленинские горы
- Миллион алых роз
- Уральская рябинушка
- Эхо любви
- Я спросил у ясеня
- Opera #2

### В ролях
Эпоха 1980-х:
- Хуйнь Ань — Хунг
- Минь Чанг[6] — Куён
- Бинь Ан — Куанг
- Хонг Лоан — Ван
- Кёу Ань[7] — Хоа
- Куанг Туан — Лам
- Конг Лий — Доан
- Нгён Хай Ань — Бинх
- Хай Линь — Тоан
- Ти Тхань — Бач
- Бич Нгок — Хён
- Винь Кён — Тхань
- Суан Хён — Хюи
- Чан Чанг — Ан
- Тху Фыонг — Лан
- Александра Рабика — Ольга
- Ангелина Мельниченко — Люба
- Чаряр Амангельдыев — партнер Хунга 1
- Гутли Аширов — партнер Хунга 2
- Олександр Товтривский — Иван
- Печ Рязанов — профессор Куанга
- Светлана Модоян—жена профессора

Новое время, 2017 г:
- Ти Бао[8] — Хунг (старый)
- Тхань Май[9] — Куён (старый)
- Ле Ву Лонг — Куанг (старый)
- Хоа Тхюй[10] — Ван (старый)
- Лан Хыонг — мать Куёна
- Ван Бау — отец Куёна
- Нгок Тхоа — мать Куанга
- Нха Фыонг[11] — Зёу Ань (дочь Вана)
- Бинь Ан — Линь (сын Куанга)
- Людмила Сафонова — Г-жа Анна, подруга Ван, коллеги по работе в Москве
- Мишель Фам — Иван Васильевич (ректор Академии Художеств, учитель Зёу Ань из Санкт-Петербурга)
- Татьяна Кулешова — Наталья Иванко (Коллега учителя Ивана Васильевича)

## Критика
Туойче даёт невысокую оценку работе режиссёров и актёров, одобрение получила только Хоа Тхюи. Отмечается, что Россия присутствует только как малозначимый и недостоверно показанный фон, в целом же это обычный сериал об отношениях, ничем не выделяющийся из ряда подобных.
Сериал получил противоречивые оценки, в том числе негативные отзывы за обилие рекламы и недостоверность советского быта. Много претензий было к Тхань Май, исполнительнице роли взрослой Куен. Однако, её актёрская игра в последнем эпизоде заслужила высокую оценку.
Режиссёр Ву Чыонг Кхоа с оптимизмом принимает критику и считает её проявлением высокого интереса публики.